# Újezdec (district de Mělník)
Pour les articles homonymes, voir Újezdec.
Újezdec (en allemand : Aujestetz) est une commune du district de Mělník, dans la région de Bohême-Centrale, en Tchéquie. Sa population s'élevait à 142 habitants en 2020.

## Géographie
Újezdec se trouve près du point de confluence entre l'Elbe et la Vltava, à 9 km au sud-ouest de Mělník et à 24 km au nord du centre de Prague.
La commune est limitée par Zálezlice au nord, par Chlumín à l'est, par Býkev, Úžice au sud, et par Dřínov et Hostín u Vojkovic à l'ouest.

## Histoire
La première mention écrite de la localité date de 1380.